# Giancarlo Schiavone
Giancarlo Schiavone Modica (Caracas, Venezuela; 2 de noviembre de 1993) es un futbolista venezolano que juega como portero en Deportivo La Guaira de la Primera División de Venezuela.

## Trayectoria

### Profesional
| Club                    | País      | Año        | Partidos | Goles |
| ----------------------- | --------- | ---------- | -------- | ----- |
| Deportivo Miranda       | Venezuela | 2012-2015  | 31       | 0     |
| Deportivo La Guaira     | Venezuela | 2015-2016  | 10       | 0     |
| Mineros de Guayana      | Venezuela | 2017       | 1        | 0     |
| Zamora Fútbol Club      | Venezuela | 2017-2018  | 5        | 0     |
| Metropolitanos F.C.     | Venezuela | 2019- 2023 | 78       | 0     |
| Academia Puerto Cabello | Venezuela | 2023- 2024 | 16       | 0     |
| Deportivo La Guaira     | Venezuela | 2025       |          |       |

## Palmarés

### Campeonatos nacionales
| Título                        | Club                       | País      | Año  |
| ----------------------------- | -------------------------- | --------- | ---- |
| Copa Venezuela                | Deportivo La Guaira        | Venezuela | 2015 |
| Torneo Apertura               | Zamora Fútbol Club         | Venezuela | 2018 |
| Primera División de Venezuela | Metropolitanos Fútbol Club | Venezuela | 2022 |